# 1999年のJリーグ ディビジョン2
- 日本プロサッカーリーグ  > Jリーグ ディビジョン2 > 1999年のJリーグ ディビジョン2
- 1999年のスポーツ  > 1999年のサッカー >  1999年のJリーグ  > 1999年のJリーグ ディビジョン2

この項目では、1999年シーズンのJリーグ ディビジョン2（J2）について述べる。

## 概要
Jリーグが2ディビジョン制になって初めてのシーズンである。参加クラブの大半はジャパンフットボールリーグ（旧JFL）参戦組で、早くからJリーグ入りを目指した準会員組のみならず、エクスパンションを機にJリーグ参入を目指して実業団やクラブチームから衣替えしたクラブが数多く参加し、J1への切符を賭けて戦った。

## 1999年シーズンのJ2のクラブ
初年度のJ2参加クラブは10クラブ。このうちコンサドーレ札幌と川崎フロンターレは前年のJ1参入決定戦の結果J2入りが決まったクラブで、札幌は唯一の「前年のJリーグからのJ2参戦クラブ」である。川崎を含む9クラブは前年の（旧）JFLに参戦していたクラブで、準会員は川崎とベガルタ仙台の2クラブのみ。他の7クラブは（準会員だった鳥栖フューチャーズの事実上の受け皿となったサガン鳥栖を含め）準会員資格を取得せずに直接Jリーグ参入を果たしたクラブである。
なお、FC東京と大分は、将来的にホームスタジアムとする予定であった東京スタジアムと大分スポーツ公園総合競技場がそれぞれ建設中だったこともあり、共にホームスタジアムを暫定的な本拠地としている。
| チーム名           | 監督               | 所在 都道府県 | ホームスタジアム                                                                 | 前年度成績  | 備考                                                  |
| ------------------ | ------------------ | ------------- | -------------------------------------------------------------------------------- | ----------- | ----------------------------------------------------- |
| コンサドーレ札幌   | 岡田武史           | 北海道        | 札幌厚別公園競技場                                                               | Jリーグ14位 | 参入決定戦の結果により降格                            |
| ベガルタ仙台       | 鈴木武一           | 宮城県        | 仙台スタジアム                                                                   | 旧JFL7位    | ブランメル仙台より改称。                              |
| モンテディオ山形   | 植木繁晴           | 山形県        | 山形県総合運動公園陸上競技場                                                     | 旧JFL3位    |                                                       |
| 大宮アルディージャ | ピム・ファーベーク | 埼玉県        | 埼玉県営大宮公園サッカー場                                                       | 旧JFL12位   |                                                       |
| FC東京             | 大熊清             | 東京都        | 国立西が丘サッカー場 駒沢オリンピック公園総合運動場陸上競技場 江戸川区陸上競技場 | 旧JFL1位    | ホームスタジアムは暫定                                |
| 川崎フロンターレ   | ベット             | 神奈川県      | 等々力陸上競技場                                                                 | 旧JFL2位    |                                                       |
| ヴァンフォーレ甲府 | 勝俣進             | 山梨県        | 山梨県小瀬スポーツ公園陸上競技場                                                 | 旧JFL4位    |                                                       |
| アルビレックス新潟 | 永井良和           | 新潟県        | 新潟市陸上競技場                                                                 | 旧JFL11位   |                                                       |
| サガン鳥栖         | 楚輪博             | 佐賀県        | 鳥栖スタジアム                                                                   | 旧JFL8位    |                                                       |
| 大分トリニータ     | 石崎信弘           | 大分県        | 大分市営陸上競技場                                                               | 旧JFL6位    | 大分FC（大分トリニティー）改め ホームスタジアムは暫定 |

## レギュレーション
当時2ステージ制を取っていたJ1と異なり、年間4回戦総当り（ホーム・アンド・アウェー2試合ずつ）の1シーズン制で行われ、上位2チームがJ1自動昇格することになった。
試合の開催方式については、この年一部改正されたJ1と同一方式が採用された。90分で同点の場合は延長Vゴール方式の延長戦を行い、延長でも決着がつかない場合は引き分けとする。勝ち点は90分勝利で「3」、Vゴール勝ちで「2」、引き分けで「1」、敗戦は延長の有無に関係なく「0」として、年間の勝ち点の優劣により順位を決定する。

## スケジュール
3月14日開幕、11月21日最終節の日程（全36節・180試合）で開催された。中断期間はなく、ほぼ毎週末に開催された。
平日のミッドウィーク一斉開催はなかったが、会場の都合等で平日開催となった試合が15試合ある。14試合はナイトゲームだったが、第25節のヴァンフォーレ甲府vsFC東京は会場の関係（照明設備のない韮崎中央公園陸上競技場で開催）もあり「平日のデーゲーム」となった（この試合の観客動員数は619人で、これは1999年シーズンでもっとも少ない観客数である）.。

## リーグ概要
経営規模が10億円を超える札幌と川崎、10億円弱のFC東京は昇格を目標としたが、6億円以下に留まるクラブは地力を付け再来年以降の昇格に照準を合わせた。
札幌、FC東京、川崎が昇格を有力視されていたが、上位争いは、川崎とFC東京を大分、新潟が追う展開となった。川崎は終盤まで調子を落とさず、優勝して念願のJ1昇格を確定させた。また、2位争いは最終節までもつれた結果、FC東京が大分をかわして2位に入り、J1昇格を決めた。
この年から「ホームタウン制度」が一部改正され、同一都道府県内の複数の市区町村をまたぐ「広域ホームタウン」（全県ホームタウンも含む）が認められ、一部クラブでそれが実施された。

## 順位表
| 順 | チーム                   | 試 | 勝 | 延勝 | 分 | 敗 | 得 | 失 | 差  | 点 | 出場権または降格 |
| -- | ------------------------ | -- | -- | ---- | -- | -- | -- | -- | --- | -- | ---------------- |
| 1  | 川崎フロンターレ (C) (P) | 36 | 20 | 5    | 3  | 8  | 69 | 34 | +35 | 73 | J1 2000へ昇格    |
| 2  | FC東京 (P)               | 36 | 19 | 2    | 3  | 12 | 51 | 35 | +16 | 64 | J1 2000へ昇格    |
| 3  | 大分トリニータ           | 36 | 18 | 3    | 3  | 12 | 62 | 42 | +20 | 63 |                  |
| 4  | アルビレックス新潟       | 36 | 16 | 4    | 2  | 14 | 46 | 40 | +6  | 58 |                  |
| 5  | コンサドーレ札幌         | 36 | 15 | 2    | 6  | 13 | 54 | 35 | +19 | 55 |                  |
| 6  | 大宮アルディージャ       | 36 | 14 | 4    | 1  | 17 | 47 | 44 | +3  | 51 |                  |
| 7  | モンテディオ山形         | 36 | 14 | 1    | 4  | 17 | 47 | 53 | −6  | 48 |                  |
| 8  | サガン鳥栖               | 36 | 11 | 1    | 2  | 22 | 52 | 64 | −12 | 37 |                  |
| 9  | ベガルタ仙台             | 36 | 7  | 3    | 4  | 22 | 30 | 58 | −28 | 31 |                  |
| 10 | ヴァンフォーレ甲府       | 36 | 4  | 1    | 4  | 27 | 32 | 85 | −53 | 18 |                  |

最終更新は1999年11月21日の試合終了時
出典: J.League Data Site
順位の決定基準: 1. 勝点; 2. 得失点差; 3. 得点数.

### 得点ランキング
| 順位   | 選手       | 所属               | 得点 |
| ------ | ---------- | ------------------ | ---- |
| 得点王 | 神野卓哉   | 大分トリニータ     | 19   |
| T2     | 真下佐登史 | モンテディオ山形   | 18   |
| T2     | ウィル     | 大分トリニータ     | 18   |
| 4      | ツゥット   | 川崎フロンターレ   | 17   |
| 5      | 竹元義幸   | サガン鳥栖         | 16   |
| T6     | 吉原宏太   | コンサドーレ札幌   | 15   |
| T6     | アマラオ   | FC東京             | 15   |
| 8      | ヨルン     | 大宮アルディージャ | 9    |
| T9     | アシス     | コンサドーレ札幌   | 8    |
| T9     | アウミール | FC東京             | 8    |
| T9     | ティンガ   | 川崎フロンターレ   | 8    |
| T9     | 久野智昭   | 川崎フロンターレ   | 8    |
| T9     | 鳴尾直軌   | アルビレックス新潟 | 8    |
| T9     | 鈴木慎吾   | アルビレックス新潟 | 8    |

1999年11月21日

出典: J. League Data